# Certhilauda semitorquata
Certhilauda semitorquata (лат.) — вид воробьиных птиц из семейства жаворонковых (Alaudidae). Выделяют три подвида. Распространены в юго-восточной Африке.

## Описание
C. semitorquata' достигает длины от 16 до 20 см и массы от 30 до 48 г. Самцы примерно на 10—14% крупнее самки. Как и у других представителей рода Certhilauda,  у него длинный, слегка изогнутый книзу клюв и длинные ноги. Верхняя часть тела коричневатая с малозаметными более тёмными полосками. Нижняя часть тела значительно светлее, на горле и верхней части груди с мелкими крапинками. Вокруг глаза проходит тёмная полоса, над ней заметна отчётливая светлая полоса.

## Места обитания и биология
Естественной средой обитания являются засушливые субтропические и тропические кустарниковые ландшафты. Предпочтение при этом отдается каменистым, холмистым формам рельефа. Осёдлый вид.
Питаются в основном различными насекомыми, которых собирают на земле. Иногда зарываются клювом в густые пучки травы в поисках пищи, очень редко птицы также роются в земле. Сезон размножения приходится на сентябрь — январь, с пиком с октября по декабрь. Во время ухаживания самец совершает пикирующие полеты с высоты от 10 до 15 м, которые прерываются под громкий крик близко от земли. Строит гнездо исключительно самка. Гнездо представляет собой открытую чашеобразную конструкцию из сухих трав, построенную на земле под защитой камня или более крупного пучка травы. Край гнезда часто „украшается“ большим количеством мелких камешков. В кладке от двух до трех яиц. За птенцами ухаживают совместно обе взрослые птицы. Инкубационный период и период до оперения птенцов не описаны.

## Подвиды и распространение
Выделяют три подвида:
- Certhilauda semitorquata transvaalensis Roberts, 1936 — восток Южной Африки
- Certhilauda semitorquata semitorquata Smith, 1836 — центральная часть Южной Африки
- Certhilauda semitorquata algida Quickelberge, 1967 — юго-восток Южной Африки